# Marta Walczykiewicz
Marta Anna Walczykiewicz (Kalisz, 1 d'agost de 1987) és una esportista polonesa que competeix en piragüisme en la modalitat d'aigües tranquil·les.
Va participar en els Jocs Olímpics de Rio de Janeiro 2016, obtenint una medalla de plata en la prova de K1 200 m. Als Jocs Europeus de Bakú 2015 va aconseguir una medalla d'or en la prova de K1 200 m.
Ha guanyat 11 medalles al Campionat Mundial de Piragüisme entre els anys 2007 i 2015, i 8 medalles al Campionat Europeu de Piragüisme entre els anys 2008 i 2014.

## Palmarès internacional
| Jocs Olímpics     | Jocs Olímpics            | Jocs Olímpics | Jocs Olímpics |
| Any               | Lloc                     | Medalla       | Competició    |
| ----------------- | ------------------------ | ------------- | ------------- |
| 2016              | Rio de Janeiro ( Brasil) | 2             | K1 200 m      |
| Campionat Mundial |                          |               |               |
| Any               | Lloc                     | Medalla       | Competició    |
| 2007              | Duisburg ( Alemanya)     | 3             | K2 200 m      |
| 2009              | Dartmouth ( Canadà)      | 2             | K1 200 m      |
| 2010              | Poznań ( Polònia)        | 2             | K2 200 m      |
| 2011              | Szeged ( Hongria)        | 2             | K1 200 m      |
| 2011              | Szeged ( Hongria)        | 3             | K1 4x200 m    |
| 2013              | Duisburg ( Alemanya)     | 2             | K1 200 m      |
| 2013              | Duisburg ( Alemanya)     | 2             | K1 4x200 m    |
| 2014              | Moscou ( Rússia)         | 1             | K1 4x200 m    |
| 2014              | Moscou ( Rússia)         | 2             | K1 200 m      |
| 2014              | Moscou ( Rússia)         | 2             | K4 500 m      |
| 2015              | Milà ( Itàlia)           | 2             | K1 200 m      |
| Jocs Europeus     |                          |               |               |
| Any               | Lloc                     | Medalla       | Competició    |
| 2015              | Bakú ( Azerbaidjan)      | 1             | K1 200 m      |
| Campionat Europeu |                          |               |               |
| Any               | Lloc                     | Medalla       | Competició    |
| 2008              | Milà ( Itàlia)           | 2             | K2 200 m      |
| 2008              | Milà ( Itàlia)           | 2             | K2 1000 m     |
| 2009              | Brandenburg ( Alemanya)  | 3             | K4 500 m      |
| 2010              | Corvera ( Espanya)       | 2             | K1 200 m      |
| 2010              | Corvera ( Espanya)       | 3             | K2 500 m      |
| 2012              | Zagreb ( Croàcia)        | 2             | K1 200 m      |
| 2013              | Montemor-o-Velho ( Perú) | 1             | K1 200 m      |
| 2014              | Brandenburg ( Alemanya)  | 2             | K4 500 m      |